# タイポグラファー
タイポグラファー（英: typographer）は、活字の組版・印刷・製本など、特に書籍を中心とする印刷物の製作を全工程にわたって指揮しうる、タイポグラフィに精通した技能者のことをいう。このような印刷技術に対する総合性のために、活字書体のデザインを行う書体デザイナー、また印刷物のデザインを行うグラフィックデザイナーやエディトリアルデザイナー、ブックデザイナーと区別される。
近年では、その仕事のうち、活字によって情報を伝達するという一面を強調して、文字を効果的に用いたデザインを行うものを広く意味することがある。この場合、タイポグラフィックデザイナー（タイポグラフィデザイナー）とも呼ぶ。

## 主要なタイポグラファー
- アルドゥス・マヌティウス（Aldus Manutius, 1450年頃–1515年）
- ウィリアム・キャズロン（William Caslon, 1692年-1766年）
- ジョン・バスカヴィル（John Baskerville, 1706年-1775年）
- ピエール・シモン・フルニエ（Pierre Simon Fournier, 1712年-1768年）
- ジャンバティスタ・ボドニ（Giambattista Bodoni, 1740年-1813年）
- エリック・ギル（英語版）（Eric Gill, 1882年-1940年）
- スタンレー・モリスン（Stanley Morison, 1889年-1967年）
- ヤン・チヒョルト（Jan Tschichold, 1902年-1974年）
- ハーブ・ルバーリン（Herb Lubalin, 1918年-1981年）
- オトル・アイヒャー（Otl Aicher, 1922年-1991年）